# Sharon den Adel
Sharon Janny den Adel (sinh ngày 12 tháng 7 năm 1974) là một ca sĩ, nhạc sĩ và nhà thiết kế thời trang người Hà Lan, nổi tiếng nhất nhờ vai trò giọng ca chính và một trong những cây sáng tác chính của ban nhạc symphonic metal Within Temptation. Cô bắt đầu biểu diễn nghệ thuật từ năm 14 tuổi và là thành viên sáng lập Within Temptation cùng với Robert Westerholt vào năm 1996. Cô còn được lựa chọn làm chủ tịch hội đồng giám khảo Hà Lan tại cuộc thi Eurovision Song Contest 2018.

## Sự nghiệp

### Luyện thanh
Den Adel chưa bao giờ theo học hát một cách bài bản, trong một buổi phỏng vấn năm 2016 cô cho biết rằng mình từng hát một thời gian trong một dàn hợp xướng và chủ yếu là tự học. Cô tập luyện một mình từ 3–4 giờ mỗi ngày.

### Within Temptation

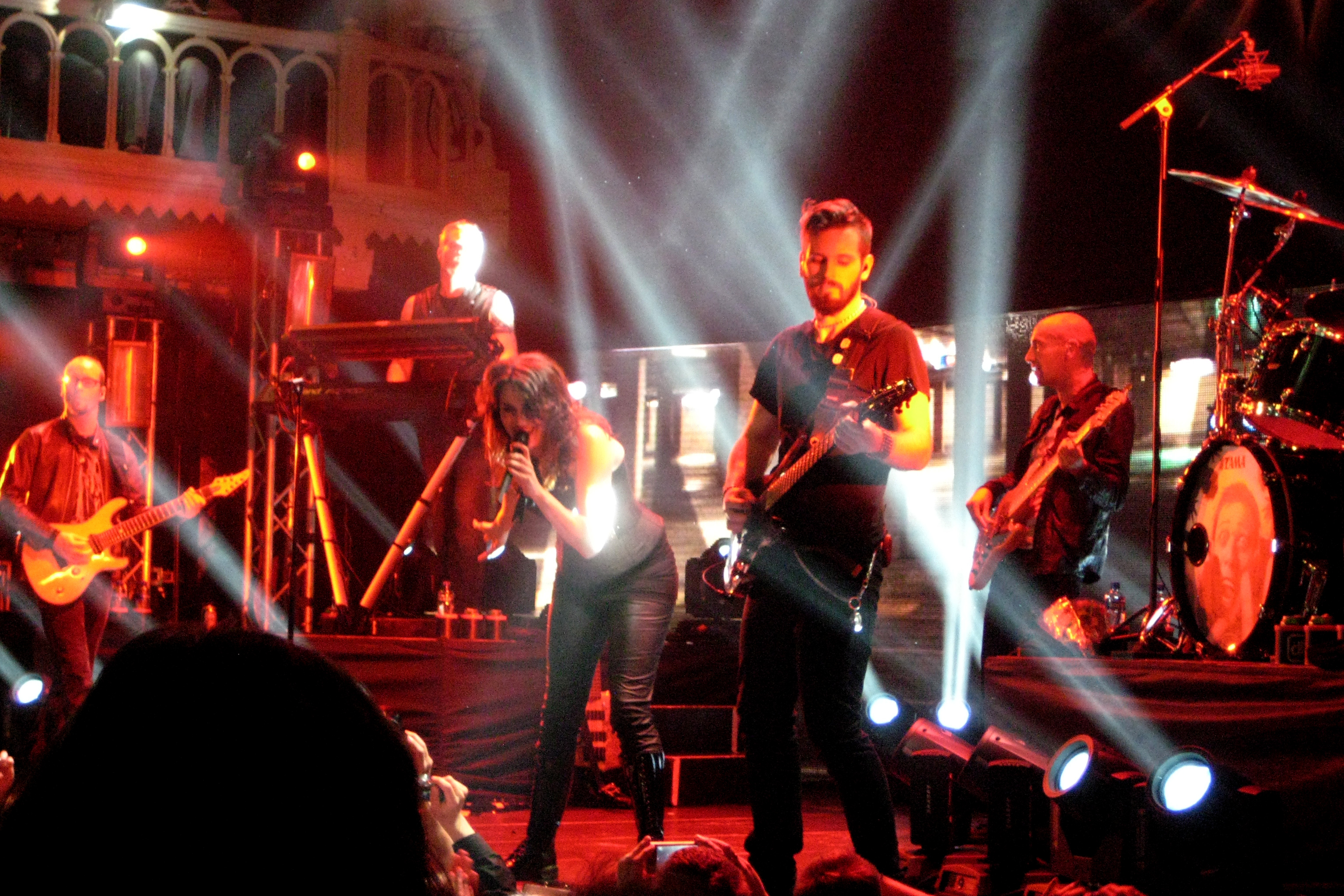
Sharon den Adel trình diễn cùng Within Temptation vào năm 2011.

Cùng với người yêu Robert Westerholt, Den Adel đã thành lập ban nhạc Within Temptation (lúc đầu có tên là The Portal, nhưng sau được đổi tên như hiện tại trước khi nhóm ghi bản nhạc đầu tiên) vào năm 1996. Cô đã định rõ các tác phẩm của mình mang hơi hướng sử thi và điện ảnh. Giọng hát của cô là một nhân tố quan trọng trong âm thanh của ban nhạc, mặc dù cô chưa bao giờ được đào tạo bài bản về thanh nhạc. Khi cô được hỏi rằng liệu thích hát bằng tiếng Anh hay tiếng Hà Lan hơn, den Adel trả lời rằng cô thích hát bằng tiếng Anh vì "tiếng Hà Lan chỉ đơn giản là không phù hợp với phong cách âm nhạc của chúng tôi. Mà nó cũng chưa phải là ngôn ngữ đẹp nhất để cất tiếng hát, thế nên tiếng Ý và tiếng Tây Ban Nha sẽ là những lựa chọn tốt hơn."
Trước khi Within Temptation nổi tiếng, Den Adel làm việc tại một công ty thời trang, nhưng rồi rời đi sau khi ban nhạc gặt hái thành công với bài hit "Ice Queen". Cô đã tận dụng chuyên môn thời trang của mình bằng việc thiết kế các phục trang mà cô mặc trên sân khấu và những phụ phẩm gắn tên ban nhạc. Trang web About.com miêu tả Den Adel là một "ca sĩ thuần thục và đa tài, cô vừa tỏ ra xuất sắc khi hát đầy nội lực với cả dàn nhạc và hợp xướng, vừa giỏi không kém khi hát nhẹ nhàng và giàu xúc cảm chỉ với một chiếc đàn piano." Ban nhạc từng được nhiều lần mời làm đại diện cho Hà Lan để cử đi tranh tài cuộc thi Eurovision Song Contest, nhưng nhóm đều từ chối vì họ thấy rằng đó không phải là nơi tốt nhất để một ban nhạc metal thể hiện mình. Năm 2018, Den Adel được lựa chọn làm giám khảo cuộc thi năm đó.

### Hợp tác cùng các nhạc sĩ khác
Den Adel đã biểu diễn cả trên sân khấu lẫn trong phòng thu với nhiều nghệ sĩ tên tuổi tới từ nhiều dòng nhạc khác nhau như Tarja Turunen, Armin van Buuren, After Forever, De Heideroosjes, Oomph!, Delain, Agua de Annique, Anneke van Giersbergen và Evanescence. Trước khi thành lập Within Temptation, nữ ca sĩ đã hoạt động cùng Voyage – dự án do các thành viên tương lai của Within Temptation trong bài "Frozen".
Trong làng nhạc symphonic metal, den Adel đã hợp tác cùng After Forever trong bài "Beyond Me" trích từ album Prison of Desire, cô thể hiện nhạc sống bài hát cùng ban tại một vài buổi hòa nhạc chọn lọc. Cô còn song ca với Marco Hietala trong bài "No Compliance" trích từ album Lucidity của Delain, đồng thời cũng góp mặt biểu diễn nhạc sống cùng nhóm ở các buổi hòa nhạc chọn lọc. Nữ ca sĩ cũng là một trong những giọng ca khách mời trong buổi biểu diễn bài "Feliz Navidad" của Tarja Turunen. cùng sự góp mặt của hàng loạt cái tên của dòng nhạc heavy metal và được phát hành làm đĩa đơn từ thiện.
Năm 2020, den Adel được ban nhạc rock người Mỹ Evanescence mời hợp tác cùng họ trong dự án đĩa đơn thứ 3 mang tên "Use My Voice". Ngoài Amy Lee – giọng ca của Evanescence và den Adel, dự án còn có sự góp mặt của nhiều giọng ca rock khác như Lzzy Hale, Taylor Momsen, Deena Jakoub, Lindsey Stirling và nhiều người khác.

## Đời tư
Sharon Janny den Adel sinh ngày 12 tháng 7 năm 1974 tại Waddinxveen, Hà Lan. Cô đi du lịch nhiều nơi lúc còn nhỏ và từng sống tại ít nhất 10 quốc gia, trong đó có Indonesia – nơi cô định cư từ năm 1 tuổi đến 6 tuổi. Theo lời den Adel, một số động tác mà cô thể hiện trong các buổi hòa nhạc được lấy cảm hứng từ những điệu nhảy của người Bali mà cô từng chiếm ngưỡng trong thời gian sống ở Indonesia. Sau khi trở lại Hà Lan từ Suriname, cô bị bạn bè cùng lớp bắt nạt vì để mốt quần áo, tóc và da ngăm đen khác biệt so với chúng bạn. Kể từ năm 14 tuổi, cô đi biểu diễn cùng nhiều ban nhạc, trong đó có một ban nhạc blues rock tên là Kashiro. Trong thời gian học trung học, den Adel đã gặp gỡ Robert Westerholt và được anh giới thiệu cho ban nhạc Paradise Lost. Khi quan hệ của hai người dần khăng khít hơn, họ lập nên một ban nhạc tên là The Portal vào năm 1996, dù sau đó nhóm được đổi tên thành Within Temptation ngay trước khi họ ghi đĩa nhạc đầu tiên. Cô sở hữu một tấm bằng cử nhân chuyên ngành thiết kế thời trang.
Den Adel và người yêu lâu năm Robert Westerholt đã có với nhau 3 đứa con (con gái tên Eva Luna, còn hai con trai tên Robin Aiden và Logan Arwin) và cặp đôi hiện sinh sống gần Hilversum. Den Adel mang bầu đứa con đầu lòng tên là Eva Luna (chào đời ngày 7 tháng 12 năm 2005) trong lúc thực hiện chuyến lưu diễn The Silent Force. Ngày 22 tháng 2 năm 2009, Den Adel thông báo rằng cô đang mang bầu đứa con thứ hai tên là Robin Aiden Westerholt; ngày sinh nhật cậu được đăng lên website chính thức của ban nhạc vào ngày 1 tháng 6 năm 2019. Robin còn có tên là Aiden và sinh non lúc 32 tuần và 6 ngày. Ngày 26 tháng 11 năm 2010, Den Adel thông báo rằng cô đang mong chờ sinh thêm một đứa bé nữa sau những biến chứng ở lần sinh trước, làm cho lịch diễn của nhóm nhạc bị dời từ mùa xuân sang mùa thu. Đứa con thứ ba của cô, Logan Arwin chào đời ngày 31 tháng 1 năm 2011.

## Danh sách đĩa nhạc

### Vai trò khách mời
| Năm  | Tựa                                   | Chính hoặc nghệ sĩ khác                 | Album                                                               |
| ---- | ------------------------------------- | --------------------------------------- | ------------------------------------------------------------------- |
| 1996 | "Frozen"                              | Voyage                                  | Embrace                                                             |
| 1997 | "Hear"                                | Silicon Head                            | Bash                                                                |
| 1998 | "Isis & Osiris"                       | Ayreon                                  | Into the Electric Castle                                            |
| 1998 | "Amazing Flight"                      | Ayreon                                  | Into the Electric Castle                                            |
| 1998 | "The Decision Tree"                   | Ayreon                                  | Into the Electric Castle                                            |
| 1998 | "Tunnel of Light"                     | Ayreon                                  | Into the Electric Castle                                            |
| 1998 | "The Garden of Emotions"              | Ayreon                                  | Into the Electric Castle                                            |
| 1998 | "Cosmic Fusion"                       | Ayreon                                  | Into the Electric Castle                                            |
| 1998 | "Another Time, Another Space"         | Ayreon                                  | Into the Electric Castle                                            |
| 1999 | "Regular Day in Bosnia"               | De Heideroosjes                         | Schizo                                                              |
| 2000 | "Beyond Me"                           | After Forever                           | Prison of Desire                                                    |
| 2000 | "Farewell"                            | Avantasia                               | The Metal Opera The Metal Opera: Pt 1 & 2 - Gold Edition[A]         |
| 2000 | "Behold"                              | Orphanage                               | Inside                                                              |
| 2000 | "Fly"                                 | Paralysis                               | Architecture of the Imagination                                     |
| 2000 | "Architecture of the Imagination"     | Paralysis                               | Architecture of the Imagination                                     |
| 2001 | "Last Call to Humanity"               | De Heideroosjes                         | Fast Forward                                                        |
| 2002 | "Time"                                | Aemen                                   | Fooly Dressed                                                       |
| 2002 | "Waltz"                               | Aemen                                   | Fooly Dressed                                                       |
| 2002 | "Into the Unknown"                    | Avantasia                               | The Metal Opera Part II The Metal Opera: Pt 1 & 2 - Gold Edition[A] |
| 2002 | "Are You the One?"                    | Timo Tolkki                             | Hymn to Life                                                        |
| 2005 | "Candy"                               | De Heideroosjes                         | —[B]                                                                |
| 2006 | "No Compliance"                       | Delain (đồng hợp tác với Marco Hietala) | Lucidity                                                            |
| 2008 | "In and Out of Love"                  | Armin van Buuren                        | Imagine                                                             |
| 2009 | "Somewhere"[C]                        | Agua de Annique                         | Pure Air                                                            |
| 2009 | "Stupid"                              | Chris Jones                             | —                                                                   |
| 2009 | "Stairway to Heaven"                  | John Miles, Katona Twins                | —[D]                                                                |
| 2010 | "Land Ahead"                          | Oomph!                                  | Truth Or Dare                                                       |
| 2011 | "Keep Breathing"                      | Ruud Jolie                              | For All We Know                                                     |
| 2012 | "Nostradamus"                         | Coeverduh                               | Wesley Against Society                                              |
| 2012 | "Between Two Worlds And I"            | Leander Rising                          | Heart Tamer                                                         |
| 2012 | "Het Meneer Konijn Lied"              | Nhiều nghệ sĩ                           | De Vrienden Van Meneer Konijn                                       |
| 2013 | "Shine"                               | Avalon                                  | The Land of New Hope                                                |
| 2013 | "No Compliance"                       | Delain                                  | —[E]                                                                |
| 2013 | "Restless"                            | Delain                                  | —[E]                                                                |
| 2014 | "Hier"                                | Ali B                                   | Ali B en de Muziekkaravaan                                          |
| 2016 | "Isle of Evermore"                    | Avantasia                               | Ghostlights                                                         |
| 2016 | "Paradise (What About Us?)" (new mix) | Tarja Turunen                           | The Brightest Void                                                  |
| 2017 | "Feliz Navidad"                       | Tarja Turunen                           | Feliz Navidad                                                       |
| 2019 | "Sirens"                              | Saint Asonia                            | Flawed Design                                                       |
| 2020 | "Use My Voice"                        | Evanescence                             | The Bitter Truth                                                    |

- A^  Bản đặc biệt được phát hành sau.
- B^  Xuất hiện đặc biệt tại Nhạc hội Pinkpop.
- C^  Hát lại một bài hát của Within Temptation từ The Silent Force.
- D^  Phiên bản đặc biệt của bài hát cho cuộc thi Night of the Proms 2009 tại Hà Lan.
- E^  Xuất hiện đặc biệt tại Metal Female Voices Fest.

### Các bài hát khác
| Năm  | Tựa bài hát                      | Album                     |
| ---- | -------------------------------- | ------------------------- |
| 2018 | "Just What I Need Tonight"       | Liefde Voor Muziek (Live) |
| 2018 | "Virgin State Of Mind"           | Liefde Voor Muziek (Live) |
| 2018 | "Things That I Should Have Done" | Liefde Voor Muziek (Live) |